# Poniki Małe
Poniki Małe (deutsch Klein Poninken) ist ein verlassener Ort in der polnischen Woiwodschaft Ermland-Masuren. Seine Ortsstelle liegt im Bereich der Gmina Sępopol (Stadt- und Landgemeinde Schippenbeil) im Powiat Bartoszycki (Kreis Bartenstein).

## Geographische Lage
Die Ortsstelle von Poniki Małe liegt unmittelbar an der polnisch-russischen Staatsgrenze zur Oblast Kaliningrad (Gebiet Königsberg (Preußen)) in der nördlichen Mitte der Woiwodschaft Ermland-Masuren, 15 Kilometer nordöstlich der Kreisstadt Bartoszyce (deutsch Bartenstein).

## Geschichte
Das damalige Klein Poniencken, nach 1774 auch Panje genannt, wurde 1554 gegründet. Als Vorwerk war es ein Wohnplatz im Gutsbezirk Rambsen (heute russisch Kljutschewoje) im ostpreußischen Kreis Friedland (ab 1927: Kreis Bartenstein).
Als Rambsen im Jahre 1928 nach Schönbruch (polnisch Szczurkowo, russisch Schirokoje) eingemeindet wurde, wurde auch Klein Poninken ein Wohnplatz in eben dieser Gemeinde.
In Kriegsfolge wurde die Provinz Ostpreußen 1945 geteilt: Das nördliche Ostpreußen kam zur Sowjetunion und ist heute ein Teil der Russischen Föderation, während das südliche Ostpreußen heute zu Polen gehört. Klein Poninken wurde dem südlichen Teil zugeordnet und erhielt die polnische Namensform „Poniki Małe“. Nach dem Krieg wurde der Ort – sicher auch wegen seiner Grenzlage – wohl kaum besiedelt, denn seine Spur verläuft sich bald sowohl in den offiziellen Unterlagen der Behörden als auch innerhalb des geographischen Gebiets der Stadt- und Landgemeinde Sępopol Schippenbeil, zu deren Bereich im Powiat Bartoszycki (Kreis Bartenstein) die verwaiste Ortsstelle heute gehört.

## Kirche
Bis 1945 war Klein Poninken in die evangelische Kirche Schönbruch (polnisch Szczurkowo) in der Kirchenprovinz Ostpreußen der Kirche der Altpreußischen Union, außerdem in die römisch-katholische Kirche St. Bruno in Bartenstein (polnisch Bartoszyce) im damaligen Bistum Ermland eingepfarrt.

## Verkehr
Die kaum noch wahrnehmbare Ortsstelle von Klein Poninken resp. Poniki Małe liegt südlich einer Nebenstraße, die Szczurkowo (Schönbruch) mit Ostre Bardo (Klingenberg) verbindet.